# Superstiti del campo di sterminio di Sobibór

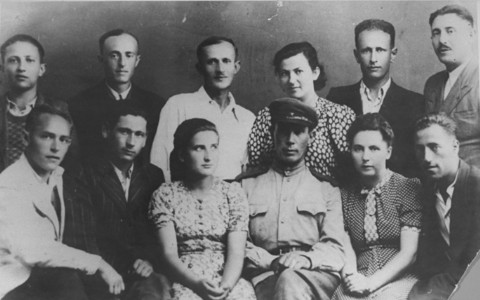
Ritratto di sopravvissuti della rivolta di Sobibór con Leon Feldhendler in alto a destra e Aleksandr Aronovič Pečerskij terzo da sinistra.

Questa lista comprende tutte le persone che sono sopravvissute all'internamento al campo di sterminio di Sobibór.

## Superstiti del campo
Si è a conoscenza di soli 58 superstiti di Sobibór, 48 uomini e 10 donne, alcuni dei quali fuggirono dal campo prima della rivolta del 14 ottobre 1943. Altri ancora sopravvissero a Sobibór, ma vennero uccisi nei mesi successivi, poco prima della fine della guerra. Salvo dove diversamente indicato, i sopravvissuti erano degli Arbeitshäftlinge, ovvero dei prigionieri tenuti in vita e ridotti in schiavitù per svolgere le diverse mansioni del campo, secondo gli ordini delle SS. Si trattava di pochissimi fortunati, poiché la stragrande maggioranza delle persone trasportate a Sobibór era destinata ad essere subito assassinata nelle camere a gas. Degli Arbeitshäftlinge costretti a lavorare come Sonderkommando nel campo III, ovvero l'area di sterminio del campo in cui erano situate le camere a gas e le fosse comuni, nessuno sopravvisse.

## Lista dei superstiti
- Shlomo Alster (Shlomo Elster, 1908-1992). Nacque a Chełm in Polonia il 1º dicembre 1908. Nel novembre 1942 venne deportato a Sobibór, dove lavorò come carpentiere e, talvolta, nel Bahnhof-kommando. La moglie Hanna Grindberg, che sposò nel 1936, e i suoi due figli di tre e cinque anni vennero uccisi dai tedeschi. Dopo la rivolta, raggiunse la sua città natale e, assieme ad altri due fuggiaschi, rimase nascosto in uno scantinato per nove mesi. Nel 1946 emigrò a Rehovot, in Israele. Morì nel marzo 1992.[1]
- Moshe Bahir (Moshe Szklarek, 1927-2002). Nacque a Płock in Polonia il 19 luglio 1927. Giunse a Sobibór il 24 maggio 1942. Lavorò inizialmente nel Bahnhof-kommando, poi nel magazzino alimentare e infine come barbiere. Dopo la guerra emigrò in Israele e fu testimone nel Processo Eichmann. Morì nel novembre 2002.
- Antonius Bardach (1909-1959). Nacque a Leopoli in Polonia (ora Ucraina) il 16 maggio 1909. Giunse a Sobibór il 25 maggio 1943 sul trasporto n° 53 proveniente dal campo di internamento di Drancy, in Francia. Dei mille deportati lui e Josef Duniec furono gli unici sopravvissuti. Dopo la guerra emigrò in Belgio. Morì nel 1959 circa.[2]

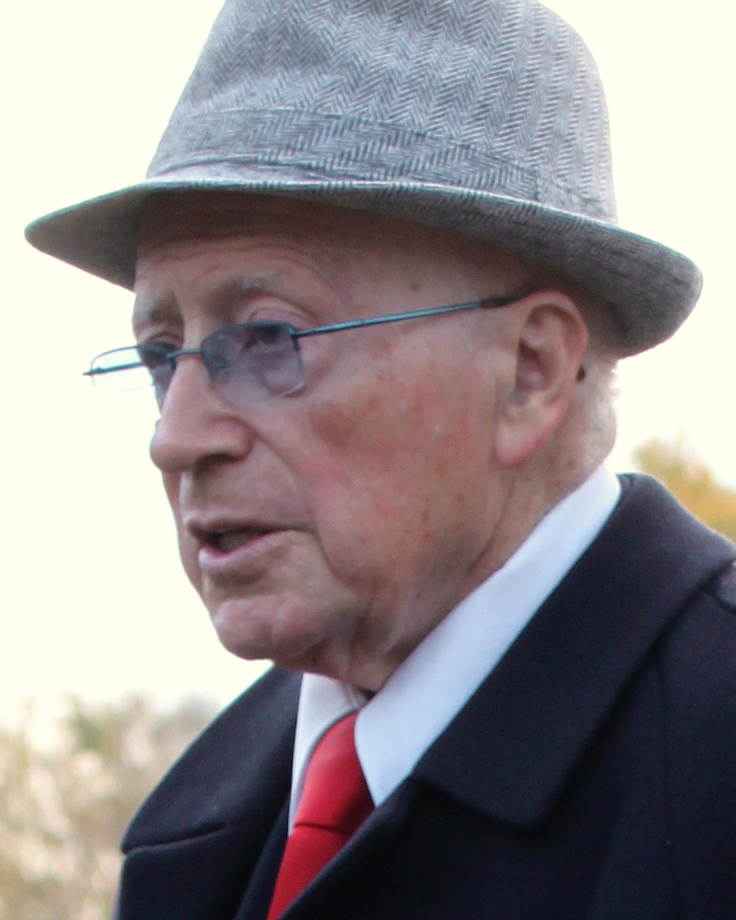
Philip Bialowitz (Sobibór, 14 ottobre 2013)

- Philip Bialowitz (Fiszel Bialowitz, 1925-2016). Nacque a Izbica il 25 novembre 1929. A 13 anni venne deportato a Sobibór nel gennaio 1943 assieme ad altri ottocento ebrei provenienti da Izbica. Lui e altre 45 persone vennero selezionate per lavorare nel campo. Philip lavorò dapprima nel magazzino alimentare, poi nelle baracche di smistamento dove doveva cercare i gioielli e i preziosi nei vestiti dei deportati. In seguito dovette tagliare i capelli delle donne prima di essere mandate alle camere a gas, e lavorò nel Bahnhof-kommando. Dopo la rivolta Bialowitz ed il fratello vennero nascosti da una famiglia di contadini polacchi. Emigrò negli Stati Uniti e partecipò al processo di Sobibór e al processo contro il nazista John Demjanjuk, una delle guardie del campo. Morì il 6 agosto 2016 in Florida.
- Symcha Bialowitz (Simha o Simkha, 1912-2014). Nato a Izbica in Polonia il 6 dicembre 1912, era il fratello maggiore di Philip. Giunse a Sobibór tre mesi dopo l'arrivo del fratello, il 28 aprile 1943. Fuggì dal campo e dopo la guerra emigrò in Israele assieme alla moglie Leah. Il padre di Philip e Symcha venne ucciso nel cimitero di Izbica, mentre la madre e le loro due sorelle furono gasate a Sobibór.[3] Symcha emigrò in Israele dove morì il 12 febbraio 2014.
- Rachel Birnbaum (Rachel Ejber, 1926-2013). Nacque a Włodawa l'11 luglio 1925[4]. Poco dopo essere arrivata a Sobibór con il treno riuscì a fuggire nel bosco, dove venne nascosta da dei contadini polacchi. Sruel Bajtelman, un cugino di Rachel, venne ucciso da polacchi dopo aver fatto ritorno alla sua città natale.[5]. Rachel morì nel marzo 2013.
- Jakob Biskubicz (1926-2002). Nacque a Hrubieszów in Polonia il 17 marzo 1926. Nel giugno del 1942 giunse a Sobibór assieme ai suoi genitori e ad altri parenti su un trasporto di circa duemila persone. 80 persone di questo trasporto vennero selezionate per il lavoro e portate in altri campi, mentre altre 32 rimasero a lavorare a Sobibór. Biskubicz doveva bruciare i vestiti e i documenti dei prigionieri portati alle camere a gas. Successivamente lavorò come falegname e, per circa nove mesi, nel Bahnhof-kommando. Il sergente delle SS Gustav Wagner gli ordinò di disperdere le ceneri delle vittime nell'orto del campo. Dopo la rivolta si unì ai partigiani e venne poi arruolato nell'esercito polacco. Nel 1949 emigrò in Israele. Morì nel marzo 2002 a Ramat Gan.

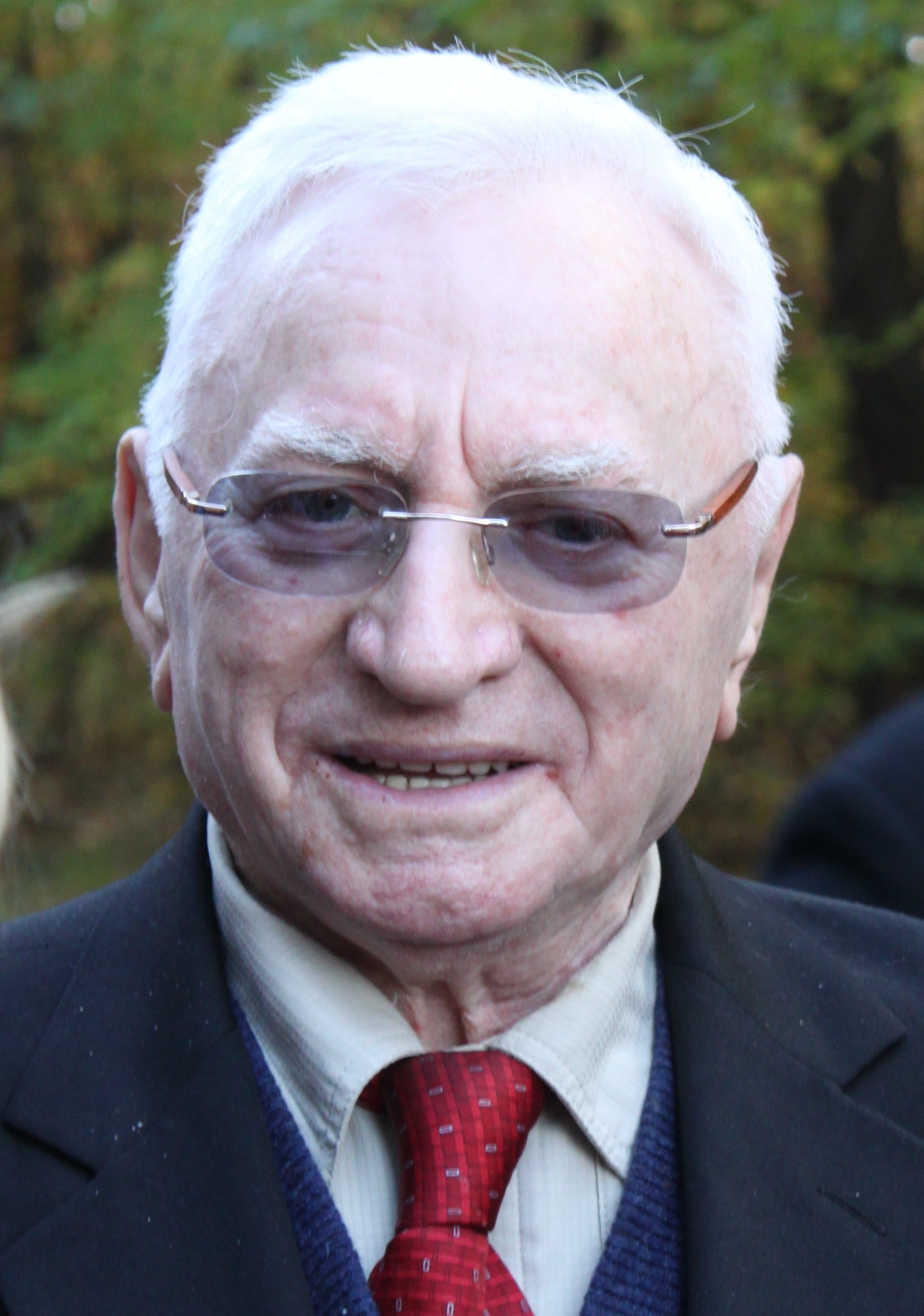
Thomas Blatt (Sobibór, 14 ottobre 2013)

- Thomas "Toivi" Blatt (Tomasz Blatt, 1927-2015). Nacque a Izbica in Polonia il 15 aprile 1927. Giunse a Sobibór il 23 aprile 1943 assieme ad alti trecento ebrei di Izbica. Fu uno dei quaranta giovani che vennero selezionati per lavorare nel campo. I suoi compiti erano lucidare gli stivali del sergente delle SS Karl Frenzel, rafforzare la recinzione intorno al campo e bruciare i vestiti e gli oggetti personali delle vittime. Dopo la rivolta venne nascosto da un contadino polacco, che poi sparò al ragazzo per rubargli il denaro. Toivi, colpito alla mascella, finse di essere morto e riuscì a fuggire e a tenersi in vita. Dopo la guerra cambiò temporaneamente il suo cognome in Stankiewicz ed emigrò negli Stati Uniti. Morì a Santa Barbara, in California, il 31 ottobre 2015.
- Herschel Cukierman (1893-1979). Nacque a Kurów il 15 aprile 1893. Nel maggio del 1942 giunse a Sobibór assieme alla moglie e al figlio Josef su un convoglio di 2.500 persone. Anche se era un giardiniere, si offrì volontariamente per esercitare la professione di cuoco assieme al figlio di soli dodici anni. Fino al giorno della rivolta lavorò nella cucina del Campo I. Grazie alla sua eccellente memoria Herschel dopo la guerra fu in grado di identificare molti uomini delle SS che lavorarono a Sobibór. All'inizio degli anni '50 emigrò negli Stati Uniti. Morì nel luglio del 1979 all'età di 86 anni.
- Josef Cukierman (1930-1963). Il più giovane sopravvissuto da Sobibor, nacque a Kurów il 26 maggio 1930. Nel maggio 1942 venne deportato a Sobibór assieme ai suoi genitori su un trasporto di 2.500 persone. Esercitò assieme al padre la professione di cuoco ma lavorò anche nella mensa delle SS. Inoltre, doveva pulire gli stivali dei sergenti. Dopo la guerra si trasferì in Germania, dapprima a Stoccarda e successivamente a Karlsruhe. Morì il 15 giugno 1963 all'età di 33 anni.
- Leon Cymiel (Leon Szymiel o Szimel, 1924-1997). Nacque a Chelm in Polonia il 20 febbraio 1924. Fuggì da Sobibór nel 1943, prima della rivolta dell'ottobre dello stesso anno. Morì nel 1997 all'età di 73 anni.
- Josef Duniec (1912-1965). Nacque a Równo il 21 dicembre 1912. Nel 1932 emigrò in Francia per studiare chimica. Il 25 marzo 1943 venne deportato a Majdanek su un trasporto proveniente dal campo di internamento di Drancy ma il campo non aveva posto per tutti quei deportati e il treno proseguì verso Sobibór, dove tutti i deportati (eccetto 31 persone, tra cui Duniec) vennero gassate. Dopo la rivolta sopravvisse nascosto nella foresta. Nel dopoguerra Duniec si stabilì in Israele. Morì per un attacco di cuore ad Haifa il 1º dicembre 1965. Il giorno successivo avrebbe dovuto testimoniare nel processo di Sobibór.
- Chaim Engel (1916-2003). Nacque a Brudzew in Polonia il 10 gennaio 1916. Come prigioniero di guerra dell'esercito polacco fu inviato al lavoro coatto in Germania fino al marzo 1940. Rientrato in Polonia, lui e suo fratello vennero deportati a Sobibór il 6 novembre 1942 su un trasporto di duemila persone. Di queste, solo Engel e altre 27 persone sono stati selezionati per lavorare nel campo. Svolse molti lavori: riordinò i vestiti delle vittime, tagliò i capelli alle donne prima che fossero mandate alle camere a gas, lavorò nel Bahnhof-kommando e divenne persino Kapo delle baracche delle donne. Durante la rivolta lui ed il Kapo Pozycki uccisero il sergente delle SS Rudolf Beckmann. Fuggì nei boschi assieme alla sua ragazza, Selma Wijnberg, che poi diverrà sua moglie. La coppia fu liberata nei pressi di Chełm il 23 giugno 1944. Raggiunsero Amsterdam via Odessa e Marsiglia, dove si nascosero per un po', ma poiché loro non erano cittadini olandesi furono costretti a trasferirsi in Israele. Nel 1957 emigrarono negli Stati Uniti. Chaim morì il 4 luglio 2003 a New Haven, (Connecticut) all'età di 87 anni.

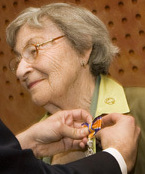
Selma Engel-Wijnberg nel 2010

- Selma Engel-Wijnberg (Saartje "Selme" Wijnberg, 1922-2018). Nacque a Groninga in Olanda il 15 maggio 1922. Giunse a Sobibór il 9 aprile 1943 su un trasporto di 2.020 ebrei proveniente dal campo di transito di Westerbork. Lavorò principalmente nelle baracche di smistamento, e di tanto in tanto nel Wald-kommando. Lei e Chaim Engel, che diverrà sua marito, fuggirono nel bosco e furono liberati nei pressi di Chełm il 23 giugno 1944. Raggiunsero Amsterdam via Odessa e Marsiglia, dove si nascosero per un po', ma poiché loro non erano cittadini olandesi furono costretti a trasferirsi in Israele. Nel 1957 emigrarono negli Stati Uniti. È morta a Branford, nel Connecticut, il 4 dicembre 2018 all'età di 97 anni.

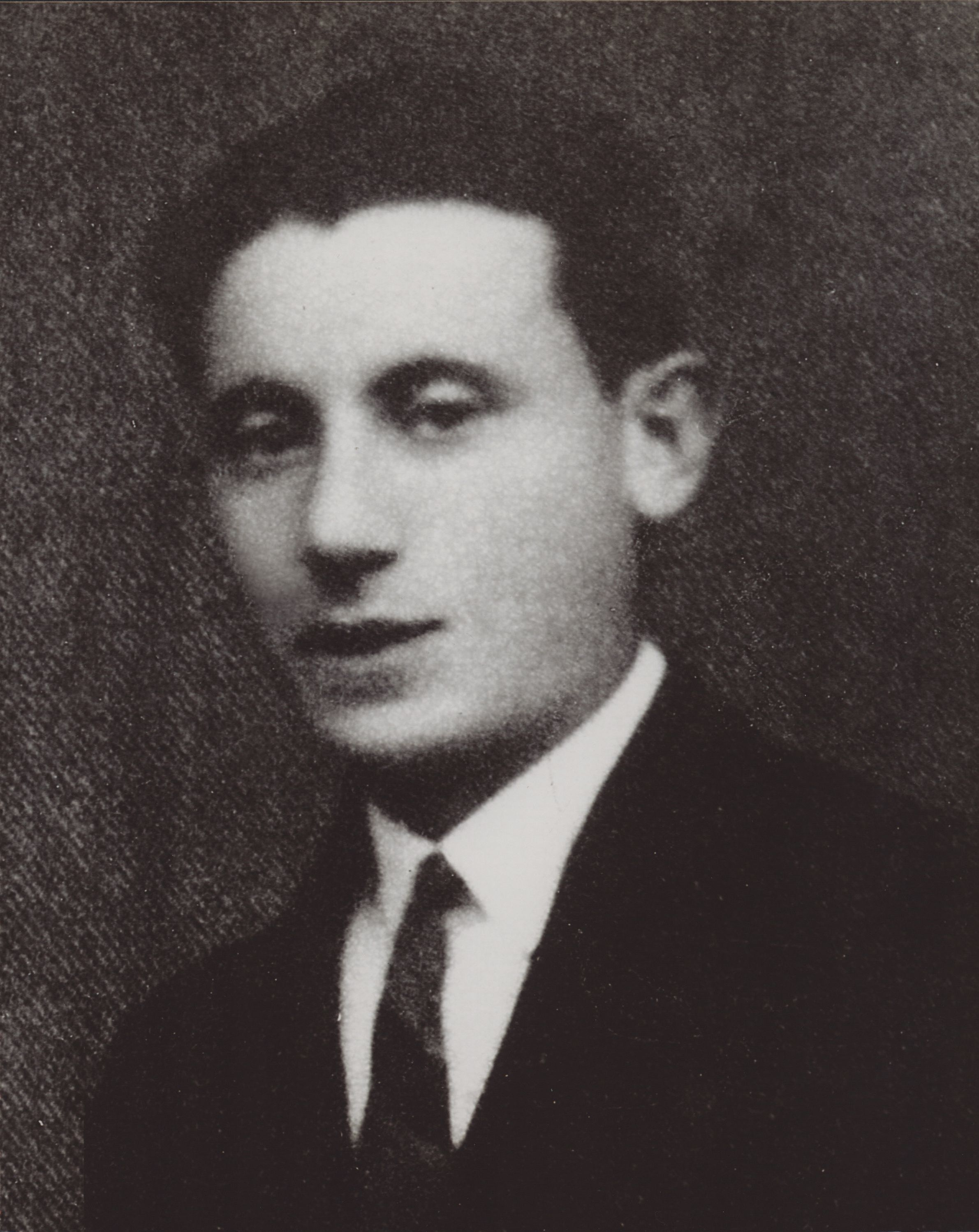
Leon Feldhendler nel 1933

- Leon Feldhendler (1910-1945). Nacque a Turobin in Polonia nel 1910. Figlio di un rabbino, fu capo del consiglio ebraico della città di Żółkiewka. Venne deportato a Sobibór all'inizio del 1943. Lavorò nel magazzino e talvolta dovette dare una mano nel Bahnhof-kommando. Insieme al soldato ucraino Aleksandr Pečerskij pianificò la rivolta del 14 ottobre 1943, di cui fu anche il leader. Dopo la liberazione di Lublino condivise una casa in Kowalski Street 4 con due compagni sopravvissuti: Chaskiel Menche e Meier Ziss. Scrisse un rapporto dettagliato sulla sua esperienza al campo di Sobibor. Il 3 aprile 1945 fu gravemente ferito da un colpo di pistola, forse esploso da alcuni nazionalisti polacchi antisemiti, e morì in ospedale tre giorni dopo, il 6 aprile.
- Dov Freiberg (Berek Freiberg, 1927-2008). Nacque a Varsavia il 15 maggio 1927. Giunse a Sobibór il 15 maggio 1942 su un trasporto di mille persone proveniente da Krasnystaw. Fu costretto a scavare delle buche dove bruciarci dentro l'immondizia. In seguito pulì gli stivali delle guardie ucraine e tagliò i capelli delle donne mandate alle camere a gas. Dopo la rivolta fuggì nel bosco e si unì ai partigiani. Dopo la guerra si trasferì a Łódź per un breve periodo e poi in Germania. Testimoniò nel 1961 al processo Eichmann e nel 1986 al processo Demjanjuk in Israele. Alla fine del 2007 morì la moglie di Freiberg, Sarah. L'anno successivo fu la volta di Dov, che morì nel marzo 2008 a Ramla in Israele.
- Catharina Gokkes (1923-1944). Nacque a L'Aia in Olanda il 1º settembre 1923. Fu deportata a Sobibór il 6 aprile 1943 su un treno proveniente da Westerbork, assieme a Ursula Stern e Selma Wijnberg, con cui aveva fatto amicizia nel Campo di concentramento di Herzogenbusch. Dopo la rivolta si unì ai partigiani. Gokkes fu uccisa il giorno prima che le ostilità nella regione cessassero, il 20 settembre 1944. Secondo altre fonti, Gokkes morì di tifo[6].
- Herman Gerstenberg (Herman Posner, 1909-1987). Nacque a Liuboml l'8 ottobre 1909. Secondo la sua dichiarazione Gerstenberg arrivò a Sobibór su un trasporto proveniente da Chełm il 14 marzo 1943. Nel campo lavorò come falegname. Dopo la guerra cambiò il suo nome in Posner e emigrò negli Stati Uniti. Morì l'8 giugno 1987 a New York.
- Moshe Goldfarb (1920-1984). Nacque a Piaski in Polonia il 15 marzo 1920. Arrivò a Sobibór il 6 novembre 1942, sullo stesso trasporto di Kurt Thomas. Essendo un pittore di insegne, dipinse i nomi e gli indirizzi sulle valigie degli ufficiali delle SS che si sarebbero congedati. Grazie a una di queste etichette, Kurt Thomas dopo la guerra riuscì a rintracciare il sergente Karl Frenzel. Dopo la rivolta Goldfarb si unì ai partigiani insieme a Jehuda Lerner. Morì l'8 giugno 1984 ad Haifa in Israele.
- Josef Herszman (1925-2005). Nacque a Żółkiewka in Polonia nel 1925. Da Chełm giunse a Sobibór su uno dei primi trasporti, nel 1942. Lavorò nelle baracche di smistamento, nel Bahnhof-kommando e nel Wald-kommando. Dopo la guerra emigrò in Israele. Morì nel 2005.
- Moshe Hochman (...-1989). Nacque a Żółkiewka in Polonia. Nel campo lavorò nella sartoria. Ebbe un ruolo attivo nella rivolta. Riusci a superare la barriera di filo spinato con altri 8 prigionieri, tra cui Leon Feldhendler. Sopravvisse nascosto per 7 mesi in una stalla nel villaggio di Papierzyn. Nel dopoguerra emigrò in Canada. Morì a Montréal nel 1989.
- Zyndel Honigman (1910-1989). Nacque a Kiev il 10 aprile 1910. Nel novembre 1942 Honigman arrivò a Sobibór da Gorzków. Due giorni dopo passò sotto il filo spinato e riuscì a fuggire dal campo. Nell'aprile del 1943 fu di nuovo deportato a Sobibór, questa volta da Trawniki. Finse di essere un macellaio e iniziò a lavorare in cucina. Fuggì nuovamente, assieme ad altri quattro membri del Wald-kommando, il 27 luglio 1943. Dopo la guerra emigrò negli Stati Uniti. Morì nel luglio 1989 in New Jersey.
- Abram Kohn (1910-1986). Nacque a Łódź in Polonia il 25 luglio 1910. Giunse a Sobibór nel maggio 1942 assieme ad altri centinaia di ebrei da Wysoka. Lui, suo fratello ed altri ottanta uomini furono scelti per lavorare nel campo. Lavorò nelle baracche di smistamento, nella cucina e poi nel Wald-kommando. Dopo la guerra emigrò in Australia. Rifiutò di testimoniare nel processo contro Frenzel nel 1983 in protesta per non aver ricevuto alcuna compensazione. Morì il 19 gennaio 1986 a Melbourne.
- Josef Kopp (...-1945). Nacque a Biłgoraj. Fu una delle prime persone che giunse a Sobibór. Il 27 luglio 1943 gli fu ordinato di andare al ruscello a raccogliere dell'acqua per i membri del Wald-kommando. Lui e Shlomo Podchlebnik uccisero una guardia ucraina e fuggirono dal campo. Sopravvisse alla guerra, ma venne ucciso poco dopo la liberazione.
- Chaim Korenfeld (1923-2002). Nacque a Izbica in Polonia il 15 maggio 1923. Arrivò a Sobibór il 28 aprile 1943 sullo stesso trasporto di Thomas Blatt. Zyndel Honigman e Abraham Wang hanno dichiarato che il 27 luglio 1943 loro due e Chaim fuggirono dal campo. Korenfeld, tuttavia, afferma che rimase nel lager fino al giorno della rivolta. Nel 1949 emigrò dall'Italia al Brasile. Morì il 13 agosto 2002 a San Paolo.
- Chaim Leist (1910?-2005). Nacque a Żółkiewka in Polonia tra il 1906 e il 1911. Arrivò a Sobibór il 23 aprile 1943 ed ebbe un ruolo attivo nell'organizzazione della rivolta, approfittando della liberta' di movimento datogli dal suo lavoro come giardiniere. Dopo la guerra emigrò in Brasile. Alla fine degli anni sessanta si recò in Israele dove morì nell'ottobre del 2005. Fu sepolto nel cimitero di Holon, vicino a Tel Aviv, dove visse gli ultimi due decenni della sua vita.
- Samuel Lerer (1922-2016). Nacque a Żółkiewka in Polonia il 1º ottobre 1922. Venne deportato a Sobibór nel maggio 1942. Il suo lavoro consisteva nell'allevare i cavalli, i polli e le anatre. Nel campo fu testimone del brutale atteggiamento del sergente Frenzel nei confronti degli internati. In seguito disse di aver assistito all'uccisione a sangue freddo di un ragazzo di 13 anni, sorpreso a rubare del cibo, e a quella di un malato. Sopravvisse alla rivolta ma i suoi fratelli vennero uccisi durante la fuga. Nel 1949, a Berlino, lui ed Esther Raab riconobbero il sergente Erich Bauer, che fu successivamente arrestato. Dopo aver vissuto per qualche anno nella capitale tedesca, Lerer si trasferì a Brooklyn, dove divenne tassista. Morì il 3 marzo 2016 a Marlboro, nel New Jersey[7].
- Jehuda Lerner (1926-2007). Nacque a Varsavia in Polonia il 22 luglio 1926. Nell'estate 1942 Lerner venne catturato e portato in un campo di concentramento nei pressi di Smolensk. Per tre mesi lavorò nell'Organizzazione Todt, una grande impresa di costruzioni che operò in tutti i paesi occupati dai nazisti. Fuggì nel settembre dello stesso anno ma fu catturato nuovamente e deportato a Minsk, poi a Sobibór nel settembre 1943. Durante la rivolta, lui e Arkady Wajspapir uccisero a colpi di ascia il sergente Siegfried Graetschus e la guardia ucraina Ivan Klatt. Successivamente si unì ai partigiani. Nel 1949 emigrò dalla Germania in Israele assieme alla moglie Manja. Dal 1951 ha lavorato per la polizia di Haifa. Collaborò con Claude Lanzmann alla sceneggiatura di un film che ricostruisce il suo ruolo nella rivolta. Morì nel 2007,[8]
- Eda Lichtman-Fischer (Ada Fiszer, 1915-1994). Nacque a Jarosław in Polonia il 1º gennaio 1915. Eda giunse a Sobibór nel giugno 1943. Lavorò nelle lavanderie del Campo I e del Campo II. Dalle giovani ragazze che lavoravano a maglia ed il ferro era considerata una figura materna. Nel 1950 emigrò in Israele con il compagno di prigionia Itzhak Lichtmam, che poi sposò. Nel 1961 fu chiamata a testimoniare nel processo contro Adolf Eichmann. Morì in Israele nel 1993.
- Itzhak Lichtman (Yitzhak o Jitschak Lichtman, 1908-1992). Itzhak nacque a Żółkiewka in Polonia il 10 dicembre 1908. Venne deportato a Sobibór assieme alla sua famiglia e ai suoi fratelli il 15 maggio 1942 su un trasporto di duemila ebrei. Fino al giorno della rivolta lavorò come ciabattino. Durante la rivolta uccise il membro delle SS Josef Vallaster. Il 15 dicembre 1943 si unì ai partigiani e nel giugno 1944 si arruolò nell'esercito polacco. Nel 1950 lui e la compagna di prigionia Eda Fischer emigrarono in Israele, dove si sposarono. Morì nel 1992 a Holon.
- Yefim Litwinowsky (1921-1994). Nacque a Kuybyshev in Russia. Fu uno dei primi prigionieri di guerra sovietici ad arrivare a Sobibór il 22 settembre 1943. Du parte del gruppo incaricato di aprire un varxo nella barriera di filo spinato. Dopo la rivolta si riunì all'esercito sovietico. Morì nel 1992 a Samara (Kuybyshev).
- Abraham Margulies (1921-1984). Nacque a Żyrardów in Polonia il 25 gennaio 1921. Nel 1940 fu costretto a lavorare in un campo di lavoro nei pressi di Bełżec che, nel 1942, verrà sostituito dal campo di sterminio di Bełżec. Nel maggio 1942 giunse a Sobibór su un trasporto di duemila persone proveniente da Zamość. Lavorò nella cucina, nelle baracche di smistamento e, per un lungo periodo, nei Bahnhof-kommando. Durante la prigionia strinse amicizia con Hella Weiss. Dopo la guerra emigrò in Israele, dove morì nel 1984.
- Chaskiel Menche (1910-1984). Nacque a Koło in Polonia il 7 gennaio 1910. Nel 1937 sposò Hella Podchlebnik, sorella di Shlomo, uno dei sopravvissuti. Nel giugno del 1942 arrivò a Sobibór su un trasporto di duemila persone proveniente dai ghetti di Izbica e Lublino. La moglie ed il figlio vennero gassati poco dopo l'arrivo al campo. Chaskiel lavorò nelle baracche di smistamento e nella sartoria. Per ottenere la sua richiesta di risarcimento, finse di essere stato imprigionato nel lager di Gross-Rosen, poiché credeva di essere l'unico superstite di Sobibór. Nel 1949 emigrò a Melbourne, in Australia, dove morì nel 1984.[9]
- Mojzesz Merenstein (Mojzesz Merensztajn, 1899-1985). Nacque a Gorzków in Polonia il 15 gennaio 1899. Morì nel dicembre 1985 a Forest Hills (New York).
- Zelda Metz-Kelberman (1925-1980). Nacque a Siedliszcze in Polonia il 1º maggio 1925. Giunse a Sobibór il 20 dicembre 1942 assieme a Esther Raab e alla cugina Regina Zielinsky su un carro trainato da cavalli. Il suo compito era quello di lavorare a maglia le calze dei soldati delle SS. Inoltre, lavorò nella lavanderia. Dopo la rivolta ottenne falsi documenti che le permisero di passare per una ragazza cattolica di nome Jenine e lavorò come bambinaia a Leopoli. Nel 1946 emigrò negli Stati Uniti. Scrisse un memoriale sulla sua esperienza. Morì nel 1980 in New Jersey.

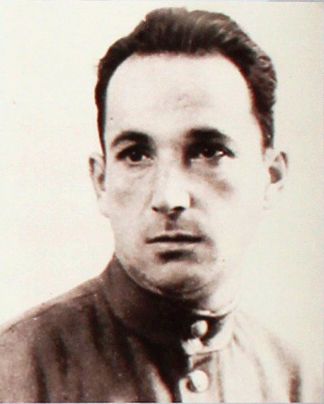
Aleksandr Aronovič Pečerskij

- Aleksandr Aronovič Pečerskij (detto "Saša", 1909-1990). Nacque a Kremenčuk in Ucraina il 22 febbraio 1909. Ufficiale dell'Armata Rossa, fu fatto prigioniero nell'ottobre del 1941. Essendo ebreo, fu deportato a Sobibór il 22 settembre 1943 assieme ad altri prigionieri di guerra sovietici e a duemila ebrei provenienti da Minsk. Fu uno dei leader della rivolta del 14 ottobre 1943, assieme a Leon Feldhendler. Dopo la rivolta si unì ad una unità di partigiani sovietici e continuò a combattere i tedeschi fino a quando non venne ferito gravemente ad una gamba. Fu chiamato a testimoniare al processo di Norimberga contro i criminali nazisti ma il governo sovietico non gli permise di recarsi in Germania. Fu arrestato dal NKVD con l'accusa di essersi volontariamente consegnato ai tedeschi e condannato ad una lunga pena detentiva in un campo di lavoro russo insieme a suo fratello, che morì durante la prigionia. Fu poi liberato grazie alle proteste dell'opinione pubblica internazionale. Morì a Rostov sul Don in Russia il 19 gennaio 1990.
- Nachum Platnitzky (Chaim Plotnicki o Plotnikow, 1913-...). Nato in Bielorussia. Durante la rivolta fu uno dei leader del gruppo incaricato di attaccare l'armeria. Cambio il suo nome in Chaim Plotnikow. Visse a Pinsk dopo la guerra. Morì in Israele.
- Shlomo Podchlebnik (1907-1973). Nacque a Koło in Polonia il 15 febbraio 1907. Fu deportato a Sobibór il 28 aprile 1943 su un trasporto di 270 persone proveniente da Izbica, assieme alla moglie e ai due figli. Nel campo ha incontrato il cognato Chaskiel Menche. Il 27 luglio 1943 gli fu ordinato di andare al ruscello a raccogliere dell'acqua per i membri del Wald-kommando. Lui e Josef Kopp uccisero una guardia ucraina e fuggirono dal campo. Dopo la guerra emigrò negli Stati Uniti, prendendo il nome di Solomon Paull. Morì nel febbraio 1973 a Vineland nel New Jersey.
- Gertrude Poppert-Schonborn (detta "Luka", 1914-1943). Nacque a Dortmund in Germania il 29 giugno 1914. Lei e suo marito Walter Michael Poppert emigrarono nei Paesi Bassi nel 1930. Furono arrestati e deportati il 28 novembre 1942 a Westerbork e il 18 maggio 1943 a Sobibór. Gertrude lavorava nel Campo II come allevatrice di conigli, mentre il marito era a capo del Wald-kommando, il commando dei taglialegna. Leon Feldhendler, per passare inosservati durante le discussioni riguardanti la fuga dal campo, suggerì a Pečerskij di cercarsi una compagna. Pečerskij fece amicizia con Gertrude e i due finsero di intraprendere una relazione. Poiché Pečerskij non riusciva a pronunciare il nome della donna, le mise il soprannome "Luka". L'ufficiale ucraino si innamorò di Luka ma non le disse nulla circa la rivolta perché Leon e gli altri organizzatori della rivolta gli chiesero la massima discrezione. Non si sa per certo cosa accadde a Gertrude. Si pensa che sia sopravvissuta alla rivolta ma che si sia persa nel bosco. Gli sforzi di Pečerskij per ritrovarla furono inutili. Il marito Walter fu ucciso il 31 ottobre 1943, dopo la rivolta[10][11].
- Haim Powroznik (1911-...). Nacque nel 1911 a Lyuboml in Ucraina. Giunse a Sobibór su un treno proveniente da Chełm nel febbraio-marzo 1943 Nel campo lavorò come carpentiere. Sopravvisse alla rivolta e nel 1945 venne intervistato dal giornalista sovietico Ilya Ehrenburg[12].
- Esther Terner Raab (1922-2015). Nacque a Siedliszcze in Polonia l'11 giugno 1922. Venne deportata a Sobibór il 20 dicembre 1942 su un carro trainato da cavalli proveniente dal campo di lavoro di Staw-Nowosiulki. Lavorò come magliaia per alcuni mesi e poi nelle baracche di smistamento. Esther fu testimone delle atrocità commesse dal sergente Frenzel. Un giorno Frenzel uccise a sangue freddo il prigioniero ebreo che supervisionava il lavoro della baracca di smistamento, senza alcuna ragione apparente. Frenzel, inoltre, costrinse una ragazza a cantare per lui. Non soddisfatto della performance della donna, secondo Raab, la mandò alla camera a gas assieme al figlio[13]. Rimase ferita nella rivolta ma sopravvisse. Dopo la guerra, mentre si trovava a Berlino, riconobbe assieme a Samuel Lerer il sergente Bauer, che fu successivamente arrestato e processato. Raab emigrò poi negli Stati Uniti, dove scrisse un memoriale sulla sua esperienza. Mori il 13 aprile 2015 a Vineland, nel New Jersey[14].

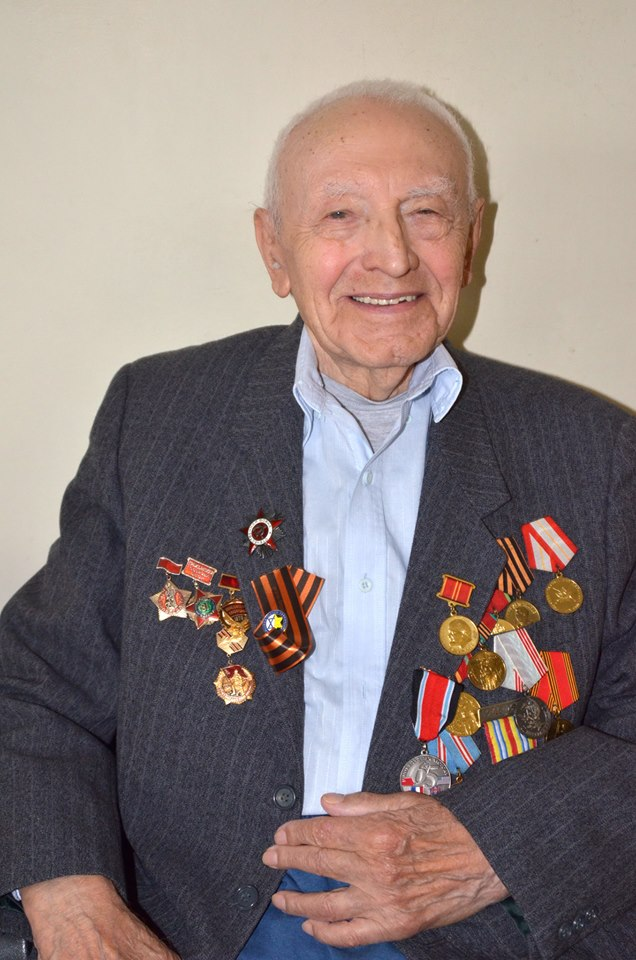
Simjon Rosenfeld nel 2016

- Simjon Rosenfeld (Simjon, Semjon o Semyon Rozenfeld, 1922-2019). Simjon nacque a Ternivka in Ucraina il 1º ottobre 1922. Prigioniero di guerra sovietico a Minsk, giunse a Sobibór il 22 settembre 1943 assieme ad altri suoi commilitoni. Senza sapere che lavoro fosse, si offrì volontario per lavorare come "glausermasser". Dopo la guerra si riunì con l'esercito sovietico. Negli anni ottanta emigrò in Israele. Morì il 3 giugno 2019, all'età di 96 anni, e fu l'ultimo sopravvissuto di Sobibór.
- Ajzik Rotenberg (1925-1994). Nacque a Włodawa in Polonia nel 1925. Il 12 maggio 1943 giunse a Sobibór a piedi. Fu una delle ultime persone della sua comunità a raggiungere il campo di sterminio. Lui e suo fratello sono stati selezionati per il lavoro nel campo. Il suo compito era quello di legare i fasci dei vestiti delle vittime. Di tanto in tanto veniva selezionato per lavorare come muratore. Il fratello non sopravvisse alla rivolta. Dopo la guerra Ajzik emigrò in Israele. Venne ucciso nel 1994 da due terroristi palestinesi.
- David Serchuk (David Serczuk, ...-1948). Nato a Chelm in Polonia, giunse al campo di Sobibór assieme al fratello Joseph. Dopo aver trascorso una sola giornata nel campo, David e Joseph fuggirono verso il bosco, dove il fratello fondò un'unità di partigiani antinazisti. Nel 1945 David si arruolò nell'esercito polacco e avanzò rapidamente nella gerarchia militare. Nel 1948 fu brutalmente assassinato a Lublino da alcuni nazionalisti polacchiDavid (sinistra) e Joseph Serchuk

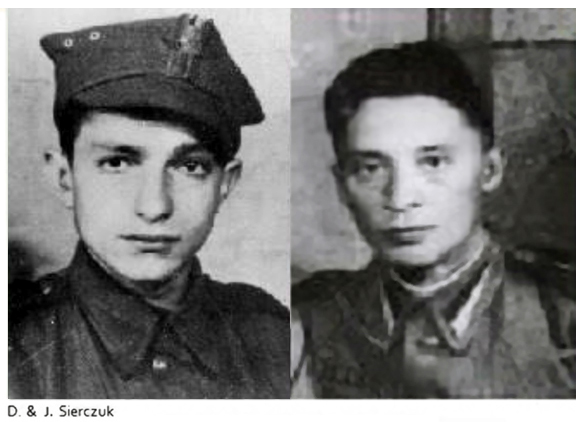
David (sinistra) e Joseph Serchuk

- Joseph Serchuk (Joseph Serczuk, 1919-1993). Nacque nel 1919 a Chelm in Polonia. Giunse al campo di Sobibór assieme al fratello David. Dopo aver trascorso una sola giornata nel campo, Joseph e David fuggirono verso il bosco e, assieme ad altri fuggitivi, fondò un gruppo di partigiani antinazisti attivi nella religione di Lublino, di cui fu anche il comandante. Dopo la guerra testimoniò in molti processi a criminali nazisti, tra cui il processo di Norimberga. Successivamente emigrò in Israele. Nel 1967 il primo ministro israeliano Levi Eshkol conferì a Serchuk la Medaglia dei Combattenti contro il nazismo. Nel 1968 gli fu conferita anche la Medaglia dei combattenti dello Stato. Morì il 6 novembre 1993 a Tel Aviv all'età di 74 anni[15].
- Alexander Shubayev (1917-1944). Nacque a Chasawjurt in Russia. Era uno dei prigionieri sovietici di origine ebrea. Amico di Pečerskij, era soprannominato "Kalimali". Durante la rivolta uccise con un'ascia il vice comandante del campo Johann Niemann nella sartoria. Sopravvisse alla rivolta ma venne ucciso dai tedeschi mentre combatteva a fianco dei partigiani in Ucraina.[16]
- Ursula Stern-Buchheim (Ilona Safran, detta "Ulla", 1926-1985). Nacque ad Essen in Germania il 28 agosto 1926. Si trasferì nei Paesi Bassi assieme ai suoi genitori, che furono uccisi ad Auschwitz. Giunse a Sobibór il 9 aprile 1943 sullo stesso trasporto di Selma Wijnberg. Lavorò nelle baracche di smistamento, nel Wald-kommando e dovette pulire le munizioni nel Campo IV. Dopo la rivolta fuggì nel bosco assieme a Catharina Gokkes e si unì ai partigiani. Dopo la guerra testimoniò nel processo di Sobibór tenutosi ad Hagen. Dopo aver vissuto in Olanda per un po' di tempo emigrò in Israele, dove cambiò il suo nome in Ilona Safran. Morì nel 1985 ad Ashdod.[16]

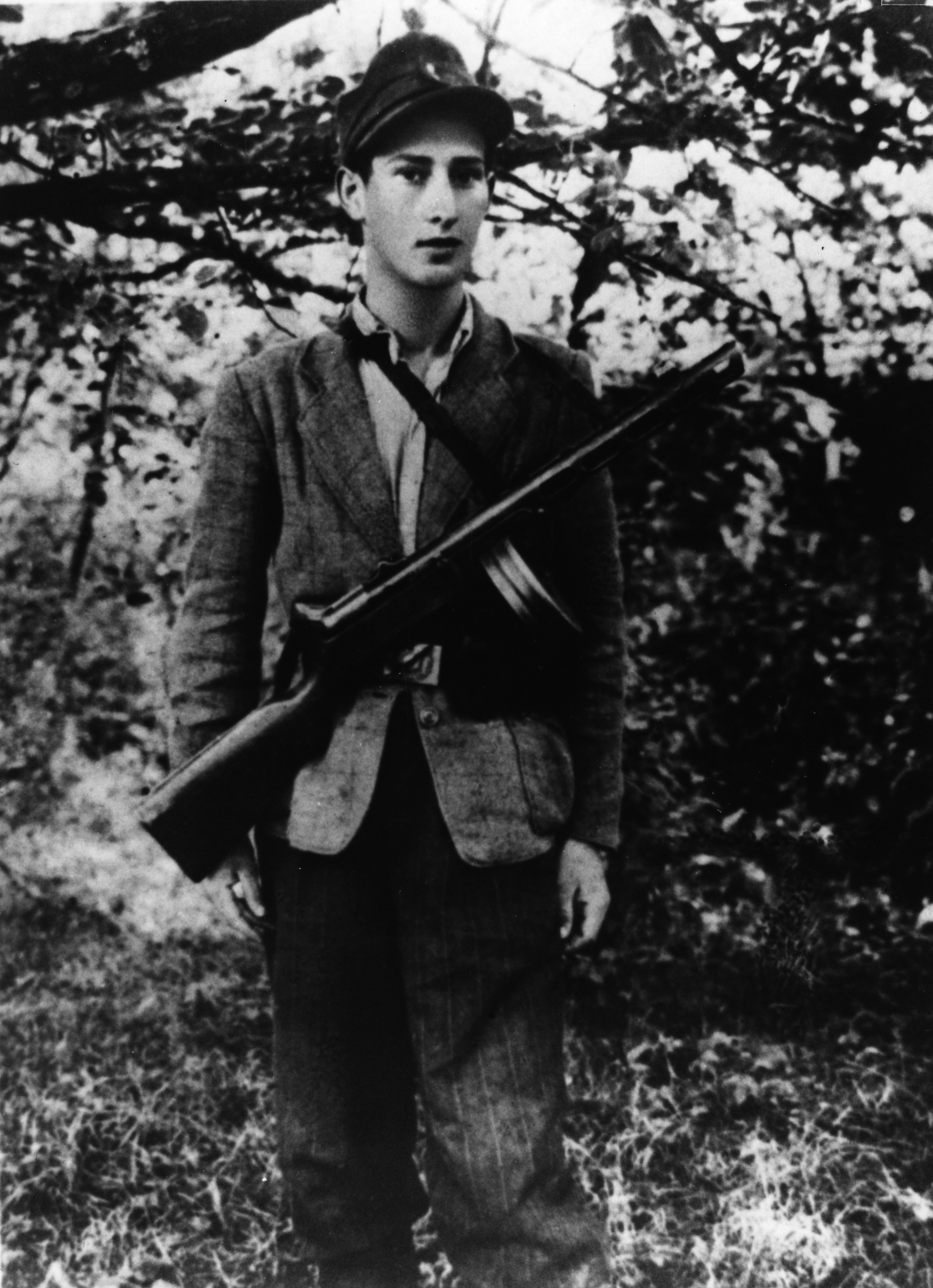
Stanisław Szmajzner nel 1943, poco dopo la sua fuga da Sobibór

- Stanisław Szmajzner (detto "Szlomo", 1927-1989). Nacque a Puławy in Polonia il 13 marzo 1927. Arrivò a Sobibór il 12 maggio 1942 su un trasporto di duemila ebrei proveniente da Opole. Lavorò come orafo assieme al fratello minore Mosze, al cugino Noach e al nipote Jankiel Rotter[16]. Doveva fabbricare gioielli in oro e argento per le SS. Successivamente la gioielleria fu chiusa e Stanisław fu nominato capo dell'officina meccanica. Era uno degli organizzatori della rivolta del 14 ottobre 1943. Nel 1947 emigrò in Brasile, dove nel 1968 pubblico un libro di memorie (Inferno em Sobibor. A tragédia de um adolescente judeu, Rio de Janeiro, 1968). Nel 1978 riconobbe il sergente Gustav Wagner alla stazione di polizia di San Paolo. Morì a Goiânia il 3 marzo 1989.
- Boris Tabarinsky (Boris Taborinski, 1917-1989?). Nacque a Slonim in Bielorussia nel 1917. Fu deportato a Sobibór il 22 settembre 1943 assieme ad altri prigionieri di guerra sovietici e a duemila ebrei provenienti da Minsk. Ingannò i tedeschi, fingendo di essere un falegname. Doveva fabbricare le coperture per i tetti delle baracche. Morì a Minsk dopo il 1988
- Kurt Ticho (Kurt Thomas, 1914-2009). Nacque a Brno in Moravia l'11 aprile 1914. Passando per i ghetti di Theresienstadt e Piaski e per il campo di concentramento di Trawniki, giunse a Sobibór il 6 novembre 1942. Lavorò prima nelle baracche di smistamento e poi come inserviente. Nel campo fece amicizia con la ragazza olandese Mini Cats. Dopo la guerra emigrò negli Stati Uniti ma tornò brevemente in Europa per testimoniare contro le SS Johann Klier e Hubert Gomerski. In America cambiò il suo nome in Kurt Thomas. Morì a Columbus, nell'Ohio, l'8 giugno 2009.
- Chaim Träger (1906-1969). Nacque a Chełm in Polonia il 5 marzo 1906. Fu deportato a Sobibór il 22su un trasporto proveniente da Chełm. Lavorò come muratore e, talvolta, anche nel Bahnhof-kommando. Dal tetto di un edificio su cui stava lavorando fu testimone dello sterminio degli ebrei nel Campo III. Dopo la guerra emigrò in Israele. Morì a Tel Aviv il 1º agosto 1969.
- Aleksej Waizen (Alexsy Wajcen o Aleksej Waitsen, 1922-2015). Nacque a Grigoriw in Russia il 30 maggio 1922. Arrivò a Sobibór nell'autunno del 1943 su un trasporto di 2 500 proveniente da Ternopil'. Fu uno dei soli trenta uomini selezionati per lavorare. Il suo lavoro consisteva nell'allineare i vestiti delle vittime. Dopo la guerra individuò la guardia ucraina John Demjanjuk[17]. Morì nel gennaio 2015 a Ryazan in Russia.
- Arkady Wajspapier (Arkadii Weisspapier, 1921-2018). Nacque nel 1921 a Bobrowyj Kut, Russia. Soldato dell'Armata Rossa, rimase gravemente ferito in battaglia e venne trasferito in un ospedale da campo nei pressi di Kiev. Dopo che si scoprì che era ebreo, venne deportato nel campo di concentramento di Minsk e poi a Sobibór, dove giunse il 22 settembre 1943 assieme ad altri prigionieri di guerra sovietici. Fu mandato a lavorare nelle baracche del Campo IV. Anche Arkady fu testimone del sadico comportamento del sergente Frenzel, che spesso frustava i prigionieri senza alcuna ragione, paralizzandoli o, nei casi più estremi, uccidendoli[18]. Durante la rivolta lui e Jehuda Lerner uccisero a colpi di ascia il sergente Siegfried Graetschus e la guardia ucraina Ivan Klatt. Assieme ad altri nove superstiti attraversò il fiume Bug e si unì ai partigiani. Morì l'11 gennaio 2018 a Kiev.
- Abraham Wang (1921-1978). Nacque a Izbica in Polonia il 2 gennaio 1921. Il 23 aprile 1943 giunse a Sobibór su un camion assieme ad altri 280 ebrei provenienti da Izbica. Fu uno dei quaranta uomini di quel trasporto selezionati per lavorare. Doveva riordinare i vestiti delle vittime e talvolta lavorò anche nel Wald-kommando. Il 27 luglio 1943 riuscì a fuggire assieme ad altri quattro prigionieri. Morì nel 1978 a Rehovot in Israele.
- Hella Fellenbaum-Weiss (1925-1988). Nacque a Lublino in Polonia il 25 novembre 1925. Nell'inverno del 1940 lei, i suoi genitori e i suoi fratelli furono deportati nel campo di lavoro di Siedliszcze, vicino a Chełm, assieme ad altri ebrei di Lublino. Durante il viaggio molti prigionieri morirono di fame e di freddo. Hella contrasse la febbre tifoide ma un medico del campo la nascose in cantina e la curò con l'alcol. Alla fine del 1941, dopo una selezione, i genitori di Hella furono deportati nel campo di lavoro di Krychow e poi a Sobibór, dove vennero gasati. Il 20 dicembre 1942 fu la volta di Hella e di due suoi fratelli, che arrivarono al campo di sterminio su dei carri trainati da cavalli. Il fratello maggiore Schimek era già stato ucciso durante un tentativo di fuga prima di giungere al campo. Lavorò nelle baracche di smistamento e dovette inoltre curare i fiori nel giardino delle SS. Dopo la rivolta ha combattuto a fianco dei partigiani e nell'Armata Rossa. Ricevette sette decorazioni, tra cui la Stella rossa. Dopo la guerra sposò un uomo ceco e si trasferì in Israele, dove gestì un ristorante. La coppia ebbe tre figli. Weiss morì nel dicembre del 1988 a Gedera.
- Kalmen Wewerik (Wewrik, 1906-...). Nacque a Chełm in Polonia il 25 giugno 1906. Giunse a Sobibór nell'autunno 1942 sullo stesso trasporto di Shlomo Alster. Kalmen venne selezionato per lavorare come falegname, mentre la moglie e i suoi due figli piccoli vennero uccisi all'arrivo. Dopo la rivolta rimase per un po' con il gruppo di Pečerskij poi si unì ai partigiani. Dopo la guerra si risposò con una superstite di Auschwitz. Nel 1956 si trasferirono in Francia e nel 1968 in Canada. La data di morte è sconosciuta.
- Regina Zielinski (Riwka Feldman, 1924-2014). Nacque a Siedliszcze in Polonia il 2 settembre 1924. Giunse a Sobibór il 20 settembre 1942 su un carro trainato da cavalli proveniente dal campo di lavoro di Staw-Nowosiulki. Lavorò a maglia nella lavanderia e nella baracca delle munizioni. Il sergente Wagner una volta la colpì così forte con la sua frusta che dopo la guerra le dovettero togliere un rene. Dopo la rivolta ha trovato lavoro come bambinaia a Francoforte sotto falsa identità. Emigrò in Australia il 3 agosto 1949. Morì il 12 settembre 2014.
- Meier Ziss (1927-2003). Nacque in Polonia il 15 novembre 1927. Giunse nel campo nel maggio 1942. Morì nel 2003.

## Superstiti selezionati a Sobibór e mandati in altri campi

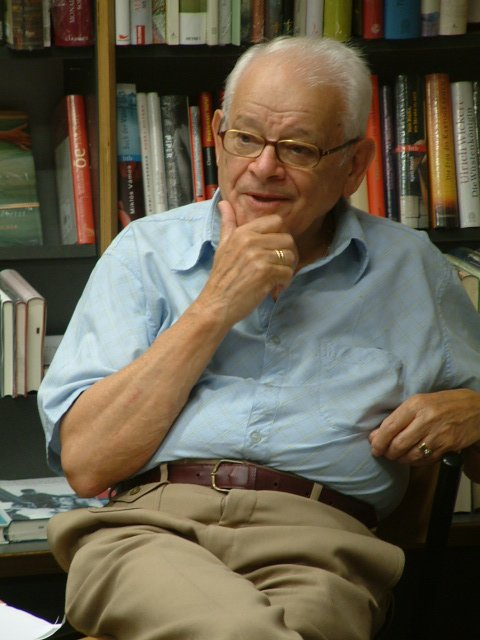
Jules Schelvis nel 2006

Il numero preciso di quelli risparmiati all'arrivo nel campo di sterminio di Sobibór è sconosciuto, poiché molti furono subito trasferiti in altri campi di lavoro, e dunque passarono solo poche ore a Sobibór. Molti di quelli selezionati morirono in seguito a causa delle dure condizioni di vita a cui erano sottoposti nei campi di lavoro forzato. Altri furono selezionati per essere deportati a Majdanek o Auschwitz, e lì soppressi nelle camere a gas, oppure fucilati arbitrariamente sul posto. Migliaia di ebrei inizialmente selezionati per il lavoro forzato furono uccisi nel distretto di Lublino durante l'Aktion Erntefest e molti altri furono costretti a intraprendere le famigerate marce della morte nelle fasi finali dell'occupazione nazista. Tuttavia, alcune delle persone selezionate a Sobibór alla fine sopravvissero al conflitto; è il caso di Jules Schelvis, storico e scrittore olandese, impiegato in vari campi di lavoro e fabbriche fino al termine della guerra.
Molti dei superstiti persero tutti i loro famigliari a Sobibór. In seguito hanno rilasciato diverse testimonianze delle loro esperienze nel campo. Tali dichiarazioni e pubblicazioni continuano ad essere utilizzate nella ricerca storica e furono utilizzate nei procedimenti giudiziari contro i carnefici nazisti. Gli stessi sopravvissuti testimoniarono nel processo Sobibor del 1965, tenutosi ad Hagen, nella Germania Ovest, e in quello del 2009 contro la guardia ucraina Ivan Demjanjuk.